# 斯泰普爾頓 (內布拉斯加州)
斯泰普爾頓（英語：Stapleton）是一個位於美國內布拉斯加州洛根縣的村。根據2010年美國人口普查，該地共人口305人，而該地的面積約為0.65平方千米。同時該地也是洛根縣的縣治。

## 地理
斯泰普爾頓的座標為41°28′48″N 100°30′46″W / 41.48000°N 100.51278°W，而該地的平均海拔高度為885米（即2904英尺）。